# Regiment
Regiment ((latin): regimentum for ledelse) er en hærafdeling, ledet af en oberst. Regimenter er specialiserede i én våbenart og i monarkier kan de oftest føre deres historie hundreder af år tilbage i tiden (f.eks. kolonikrige, napoleonskrigene, krimkrigen, boerkrigen, 1. og 2. verdenskrig).
Tidligere betalte baroner og grever ikke skat til kongen. I stedet for finansierede de et regiment med dem selv som leder. I tilfælde af krig stod adelsmanden til rådighed for kongen med sit regiment. Normalt var det infanterister, men rige adelsmænd kunne opstille kavaleriregimenter.
Under den Amerikanske Borgerkrig opstillede de enkelte delstater nummererede infanteri-, kavaleri- og artilleriregimenter á 1.000 mand. De eksisterede i 3 måneder ad gangen i starten af krigen, men efterhånden eksisterede de i 3 år ad gangen. De overlevende fik udbetalt en bonus og kunne lade sig indrullere i nye regimenter. Erfarne folk med West Point-eksamen blev foretrukket som regimentschefer. Infanteriregimenterne var opdelt i 10 kompagnier (benævnt Able-Baker-..-King, da J var udeladt), kavaleriregimenterne var opdelt i 10 eskadroner (samme benævnelse) og artilleriregimenterne i 12 batterier (benævnt Able-Baker..-Mike).
I Danmark er et regiment en administrativ enhed og hører hjemme på en eller flere kaserner. Regimentet kan uddanne én eller flere bataljoner. Bataljonerne indgår i brigader. I fredstid kan der være en enkelt bataljon, men i krigstid kan det samme regiment have 5-6 bataljoner spredt rundt i hele verden (f.eks. det britiske Black Watch-regiment i Aldershot der i 1944 havde 6. bataljon i Italien, 2. i Burma og 1., 5. og 7. i Normandiet samt en bataljon i tyske krigsfangelejre siden 1940). Under 1. verdenskrig blev hele bataljoner udslettet (ca. 8.000 faldne), men de ti numre blev genbrugt, svarende til 25 bataljoner. 

## Danske regimenter

### Nuværende regimenter
- Den Kongelige Livgarde
- Gardehusarregimentet
- Ingeniørregimentet
- Jydske Dragonregiment
- Føringsstøtteregimentet
- Trænregimentet
- Slesvigske Fodregiment
- Danske Artilleriregiment

### Historiske regimenter
- Dronningens Livregiment nedlagt i forbindelse med forsvarsforliget 2000-2004
- Falsterske Fodregiment sammenlagt med Danske Livregiment i 1981
- Fynske Livregiment sammenlagt med Slesvigske Fodregiment i 1991
- Kongens Jyske Fodregiment
- Prinsens Livregiment sammenlagt med Jyske Dragon Regiment 1. september 2005
- Sjællandske Livregiment sammenlagt med Gardehusarregimentet i 2001
- Slesvigske Fodregiment nedlagt i forbindelse med forsvarsforliget 2000-2004